# The Penalty of Beauty
The Penalty of Beauty  è un cortometraggio muto del 1909 diretto da Lewin Fitzhamon.

## Trama
Alcuni spasimanti danno la caccia a una ragazza inseguendola sul fiume con una barca a remi.

## Produzione
Il film fu prodotto dalla Hepworth.

## Distribuzione
Distribuito dalla Hepworth, il film - un cortometraggio di 137 metri - uscì nelle sale cinematografiche britanniche nel settembre 1909.
Si conoscono pochi dati del film che, prodotto dalla Hepworth, fu distrutto nel 1924 dallo stesso produttore, Cecil M. Hepworth. Fallito, in gravissime difficoltà finanziarie, il produttore pensò in questo modo di poter almeno recuperare il nitrato d'argento della pellicola.